# Elena Mandalis
Elena Mandalis est une actrice de cinéma et de télévision australienne.

## Filmographie
- 1994 : A Country Practice (série télévisée) : Aleki Vlahos
- 1994 : Only the Brave d'Ana Kokkinos : Alex
- 1995 : Correlli (série télévisée) : Kim
- 1997-1998 : Raw FM (série télévisée) : Sarah Tomic (13 épisodes)
- 1998 : De plein fouet (Head On) d'Ana Kokkinos : Betty
- 1999 : Les Nomades du futur (Thunderstone) (série télévisée) : Jett (24 épisodes)
- 2000 : Something in the Air (série télévisée) : Cheryl Stephanopoulas (2 épisodes)
- 2001 : The Secret Life of Us (série télévisée) : Salea (2 épisodes)
- 2002 : MDA (série télévisée) : Tina Morello
- 2002 : Marshall Law (série télévisée) : Kim
- 2003 : Blue Heelers (série télévisée) : Paula Milburn (2 épisodes)
- 2003 : The Forest (téléfilm) : Tanya
- 2004 : Heartworm (court métrage) : Rachaele
- 2005 : Scooter: Secret Agent (série télévisée) : gendarme Barnes
- 2005 : Last Man Standing (en) (série télévisée) : Margot
- 2009 : Dirt Game (série télévisée) : Annie (2 épisodes)
- 2009 : One Night (court métrage) : Antigone
- 2010 : Dead Gorgeous (série télévisée) : Mrs Miller (4 épisodes)
- 2011 : Offspring (série télévisée) : Jane
- 2011 : Rush (série télévisée) : Anna Vargas (8 épisodes)
- 2012 : Tangle (série télévisée) : Miss Papas (5 épisodes)
- 2013 : Quiz (court métrage) : la coiffeuse
- 2015 : Downriver : Rita
- 2017 : Utopia (série télévisée) : Marissa
- 2017 : Boy Saviour (court métrage) : la maman
- 2018 : Back in Very Small Business (série télévisée) : Olivia Micheledes (8 épisodes)
- 2018 : How to Stay Married (série télévisée) : Eileen
- 2016-2018 : Nowhere Boys (série télévisée) : Anna (5 épisodes)
- 2018 : The Housemate (série télévisée) : la maman de Reinbough